# Adiafa (álbum)
Adiafa é o álbum de estreia da banda de música popular Adiafa. Foi lançado a 16 de Dezembro de 2002, e esteve quatro semanas não-consecutivas na primeira posição da tabela portuguesa de álbuns, compilada pela Associação Fonográfica Portuguesa, sendo ainda certificado como disco de platina pela mesma com mais de 40.000 cópias vendidas em Portugal.

## Alinhamento
| N.º | Título                                  | Duração |  |
| 1.  | "As Meninas da Ribeira Do Sado"         | 1:53    |  |
| 2.  | "Meus Senhores"                         | 4:31    |  |
| 3.  | "Ana Maria"                             | 3:48    |  |
| 4.  | "Pêra madura"                           | 3:21    |  |
| 5.  | "O Pavão"                               | 1:53    |  |
| 6.  | "Campaniça"                             | 3:27    |  |
| 7.  | "Não Quero Que Vás à Monda"             | 3:53    |  |
| 8.  | "Marcela"                               | 3:52    |  |
| 9.  | "Adiafa"                                | 2:08    |  |
| 10. | "As Meninas da Ribeira Do Sado" (Remix) | 4:22    |  |

## Desempenho nas tabelas musicais

### Posições
| Tabelas musicais (2010)                      | Melhor posição | Certificação | Vendas  |
| -------------------------------------------- | -------------- | ------------ | ------- |
| Portugal - Associação Fonográfica Portuguesa | 1              | Platina      | +40.000 |